# Élections fédérales canadiennes de 1965
Les élections fédérales canadiennes de 1965, soit la vingt-septième élection générale depuis la Confédération canadienne de 1867, se déroulent le 8 novembre 1965 dans le but d'élire les députés de la vingt-septième législature de la Chambre des communes du Canada. Le Parti libéral du premier ministre Lester B. Pearson est réélu avec un plus grand nombre de sièges à la Chambre des communes que lors de l'élection précédente, bien qu'il ait récolté une plus petite part du vote populaire ; toutefois, il ne remporte toujours pas suffisamment de sièges pour former un gouvernement majoritaire, et doit se contenter une fois de plus d'un gouvernement minoritaire.

## Contexte
Les libéraux font campagne sur le respect de leurs promesses électorales de 1963, ainsi que la création d'emplois, les baisses d'impôt, des salaires plus élevés, des allocations familiales plus généreuses et des prêts étudiants. Ils promettent la création d'un système de santé universel national pour 1967 et un Régime de pensions du Canada. Ils exhortent les électeurs à leur accorder une majorité pour « encore cinq ans de prospérité ».
Le Parti progressiste-conservateur de John Diefenbaker perd un petit nombre de sièges. Malgré cette deuxième défaite, Diefenbaker refuse de démissionner en tant que chef du parti ; il est finalement évincé de son poste à la suite des efforts du président du parti, Dalton Camp. Diefenbaker est candidat à sa propre succession lors du congrès d'investiture du parti de 1967, mais est défait par Robert Stanfield.
Les pensions de vieillesse sont un enjeu important de la campagne. Le Parti libéral se vante d'avoir augmenté la pension à 75 $ par mois pour les personnes âgées de 70 ans et plus, d'avoir mis en place un projet d'abaisser l'âge d'éligibilité de 70 à 65 ans, et promet d'ajouter des paiements supplémentaires pour les personnes âgées à plus faible revenu. Les progressistes-conservateurs promettent d'augmenter les pensions à 100 $ par mois pour les personnes âgées de 70 ans et plus.
Le Nouveau Parti démocratique de Tommy Douglas augmente sa part des suffrages par plus de 4,5 %, mais ne réussit qu'à remporter 4 sièges de plus ; la percée espérée lors de la fondation du parti ne se réalise toujours pas.
Le Parti Crédit social du Canada est divisé en deux avant l'élection : Réal Caouette et les créditistes canadiens-français quittent le parti pour former le nouveau Ralliement créditiste et remportent plus de sièges que l'ancien parti. Robert N. Thompson continue à diriger le Parti Crédit social au Canada anglais, mais perd une part considérable du vote.
C'est la première fois que le Parti Rhinocéros participe à une élection ; il s'agit d'un parti satirique dirigé par Cornelius Ier. Le Parti ne présente qu'un seul candidat. Cornelius, un résident du zoo de Granby, n'est pas lui-même candidat car la loi électorale canadienne ne permet pas aux rhinocéros ou à d'autres animaux d'être candidats lors des élections.
Pour pouvoir gouverner, les libéraux minoritaires s'appuient sur le Nouveau Parti démocratique, et à l'occasion sur d'autres petits partis pour demeurer au pouvoir. Pearson annonce son intention de démissionner en décembre 1967 et est remplacé le mois d'avril suivant par Pierre Trudeau.

## Résultats

### Dans le pays
|                                                                                 |                                       |                                       |                     |        |             |        |         |               |         |         |
| Parti                                                                           | Parti                                 | Chef                                  | Nombre de candidats | Sièges | Sièges      | Sièges | Sièges  | Voix          | Voix    | Voix    |
| Parti                                                                           | Parti                                 | Chef                                  | Nombre de candidats | 1963   | Dissolution | Élus   | % Diff. | nombre absolu | %       | Diff.   |
|                                                                                 | Libéral                               | Lester Pearson                        | 265                 | 128    | 128         | 131    | +2,3 %  | 3 099 521     | 40,18 % | -1,34 % |
|                                                                                 | Progressiste-conservateur             | John Diefenbaker                      | 265                 | 93     | 95          | 97     | +4,3 %  | 2,500,113     | 32,41 % | -0,31 % |
|                                                                                 | NPD                                   | Tommy Douglas                         | 255                 | 24     | 17          | 21     | -12,5 % | 1 381 658     | 17,91 % | +4,67 % |
|                                                                                 | Ralliement créditiste                 | Réal Caouette                         | 77                  |        |             | 9      |         | 359,258       | 4,66 %  |         |
|                                                                                 | Crédit social                         | R.N. Thompson                         | 86                  | 17     | 24          | 5      | -70,6 % | 282 454       | 3,66 %  | -8,26 % |
|                                                                                 | Indépendant                           | Indépendant                           | 24                  |        | -           | 1      |         | 52 155        | 0,68 %  | +0,61 % |
|                                                                                 | Progressiste-conservateur indépendant | Progressiste-conservateur indépendant | 4                   | -      | -           | 1      |         | 13 198        | 0,17 %  | +0,15 % |
|                                                                                 | Libéral indépendant                   | Libéral indépendant                   | 10                  | -      | -           | -      | -       | 16 738        | 0,22 %  | +0,03 % |
|                                                                                 | Communiste                            | William Kashtan                       | 12                  | -      | -           | -      | -       | 4 285         | 0,06 %  | x       |
|                                                                                 | New Capitalist                        | Frank O'Hearn                         | 3                   |        |             | -      |         | 1 009         | 0,01 %  |         |
|                                                                                 | Ouvrier indépendant                   |                                       | 2                   | -      | -           | -      | -       | 650           | 0,01 %  | -0,01 % |
|                                                                                 | Droit vital personnel                 | Henri-Georges Grenier                 | 1                   |        |             | -      |         | 465           | 0,01 %  |         |
|                                                                                 | Crédit social indépendant             | Crédit social indépendant             | 2                   | -      | -           | -      | -       | 422           | 0,01 %  | x       |
|                                                                                 | Conservateur indépendant              | Conservateur indépendant              | 1                   | -      | -           | -      | -       | 373           | x       | x       |
|                                                                                 | Rhinocéros                            | Cornelius Ier                         | 1                   |        |             | -      |         | 321           | x       |         |
|                                                                                 | Républicain                           |                                       | 1                   |        |             | -      |         | 297           | x       |         |
|                                                                                 | Progressive Workers                   |                                       | 1                   |        |             | -      |         | 274           | x       |         |
|                                                                                 | Socialiste-travailliste               |                                       | 1                   | -      | -           | -      | -       | 147           | x       | x       |
| Total                                                                           | Total                                 | Total                                 | 1 011               | 265    | 265         | 265    | -       | 7 713 338     | 100 %   |         |
| Sources : http://www.elections.ca — Historique des circonscriptions depuis 1867 |                                       |                                       |                     |        |             |        |         |               |         |         |

Notes :
- « % Diff. » : indique le changement depuis l'élection précédente
- x : moins de 0,005 % des voix

### Par province
| Parti                                 | Parti                     | Parti          | C-B  | AB   | SK   | MB   | ON   | QC   | N-B  | N-É  | ÎPE  | TNL  | TNO  | YK   | Total |
| ------------------------------------- | ------------------------- | -------------- | ---- | ---- | ---- | ---- | ---- | ---- | ---- | ---- | ---- | ---- | ---- | ---- | ----- |
|                                       | Libéral                   | Sièges :       | 7    | -    | -    | 1    | 51   | 56   | 6    | 2    | -    | 7    | -    | 1    | 131   |
|                                       | Libéral                   | Voix (%) :     | 30,0 | 22,4 | 24,0 | 31,0 | 43,6 | 45,6 | 47,5 | 42,0 | 44,1 | 64,1 | 44,8 | 56,2 | 40,2  |
|                                       | Progressiste-conservateur | Sièges :       | 3    | 15   | 17   | 10   | 25   | 8    | 4    | 10   | 4    | -    | 1    | -    | 97    |
|                                       | Progressiste-conservateur | Voix (%) :     | 19,2 | 46,6 | 48,0 | 40,7 | 34,0 | 21,3 | 42,5 | 48,6 | 53,9 | 32,4 | 55,2 | 39,1 | 32,4  |
|                                       | NPD                       | Sièges :       | 9    | -    | -    | 3    | 9    | -    | -    | -    | -    | -    |      | -    | 21    |
|                                       | NPD                       | Voix (%) :     | 32,9 | 8,2  | 26,0 | 24,0 | 21,7 | 12,0 | 9,4  | 9,1  | 2,0  | 1,2  |      | 4,7  | 17,9  |
|                                       | Ralliement créditiste     | Sièges :       |      |      |      |      | -    | 9    | -    |      |      |      |      |      | 9     |
|                                       | Ralliement créditiste     | Voix (%) :     |      |      |      |      | xx   | 17,5 | 0,4  |      |      |      |      |      | 4,7   |
|                                       | Crédit social             | Sièges :       | 3    | 2    | -    | -    | -    |      |      |      |      |      |      |      | 5     |
|                                       | Crédit social             | Voix (%) :     | 17,4 | 22,5 | 1,9  | 4,3  | 0,4  |      |      |      |      |      |      |      | 3,7   |
|                                       | Indépendant               | Sièges :       |      |      |      |      |      | 1    |      |      |      |      |      |      | 1     |
|                                       | Indépendant               | Voix (%) :     | 0,2  | 0,1  |      | 0,1  | 0,2  | 2,1  |      | 0,3  |      |      |      |      | 0,7   |
|                                       | PC indépendant            | Sièges :       |      |      |      |      | -    | 1    |      |      |      |      |      |      | 1     |
|                                       | PC indépendant            | Voix (%) :     |      |      |      |      | xx   | 0,6  |      |      |      |      |      |      | 0,2   |
| Total sièges :                        | Total sièges :            | Total sièges : | 22   | 17   | 17   | 14   | 85   | 75   | 10   | 12   | 4    | 7    | 1    | 1    | 265   |
| Partis n'ayant remporté aucun siège : |                           |                |      |      |      |      |      |      |      |      |      |      |      |      |       |
|                                       | Libéral indépendant       | Voix (%) :     |      |      |      |      |      | 0,8  |      |      |      |      |      |      | 0,2   |
|                                       | Communiste                | Voix (%) :     | 0,2  | 0,1  | xx   |      | xx   | xx   |      |      |      |      |      |      | 0,1   |
|                                       | New Capitalist            | Voix (%) :     |      |      |      |      | xx   |      |      |      |      |      |      |      | xx    |
|                                       | Ouvrier indépendant       | Voix (%) :     |      |      |      |      |      | xx   |      |      |      |      |      |      | xx    |
|                                       | Droit vital personnel     | Voix (%) :     |      |      |      |      |      | xx   |      |      |      |      |      |      | xx    |
|                                       | Crédit social indépendant | Voix (%) :     | xx   |      |      |      |      | xx   |      |      |      |      |      |      | xx    |
|                                       | Conservateur indépendant  | Voix (%) :     |      |      |      |      | xx   |      |      |      |      |      |      |      | xx    |
|                                       | Rhinocéros                | Voix (%) :     |      |      |      |      |      | xx   |      |      |      |      |      |      | xx    |
|                                       | Républicain               | Voix (%) :     |      |      |      |      |      | xx   |      |      |      |      |      |      | xx    |
|                                       | Progressive Workers       | Voix (%) :     | xx   |      |      |      |      |      |      |      |      |      |      |      | xx    |
|                                       | Socialiste-travailliste   | Voix (%) :     |      |      |      |      | xx   |      |      |      |      |      |      |      | xx    |

- xx : moins de 0,05 % des voix